# Габріеле Мартиросянайте
Габріеле Мартиросянайте (лит. Gabrielė Martirosianaitė (нар. 23 лютого 1991, Каунас) -- литовська модель та учасниця конкурсів краси, Міс Литва 2008, представниця Литви на Міс Світу 2008 у Південній Африці.